# 新月金片

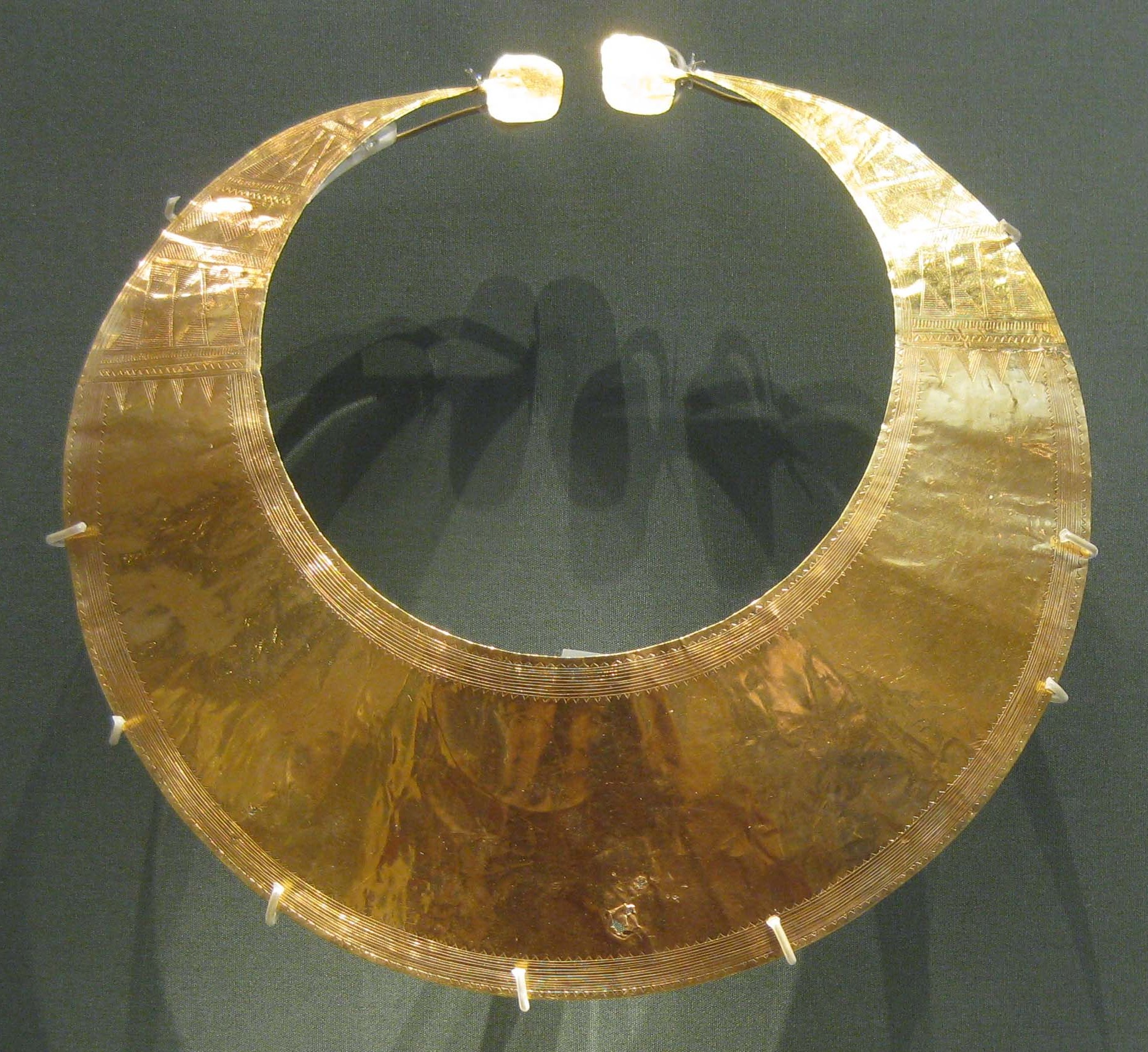
爱尔兰布莱辛顿的新月金片，现藏于大英博物馆

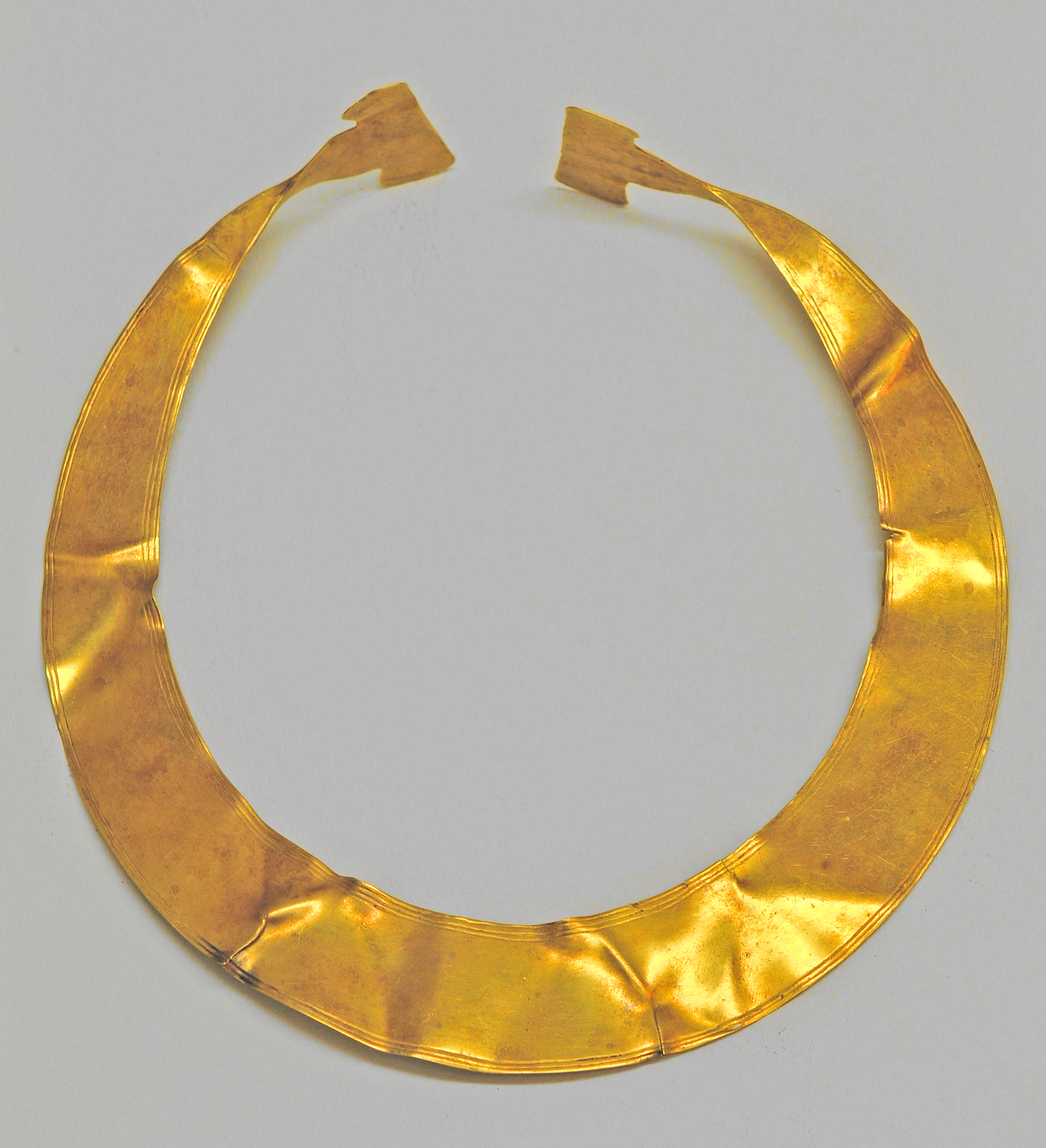
德国帕滕森舒伦堡（Schulenburg）的新月金片，钟形杯文化

新月金片（gold lunula）是一种欧洲新石器时代晚期至青铜时代早期独特的颈、肩或胸部饰品，主要发现于爱尔兰，不列颠岛到欧洲大陆西岸也有发现。其形状类似新月，通常扁平而薄，两端常呈近圆铲形并扭转45-90度。考古学家将其分为三种类型：经典型、粗糙型和地方型。其制作年代虽未经过直接定年，但根据共出的器物判断，可能是公元前2400-前2000年之间，爱尔兰一个存储新月金片的木箱的碳14测年结果为公元前2460-前2040年。
在迄今出土的100多个新月金片中，有80多个来自爱尔兰，很可能全部出自少数专业金匠之手。有一些金片有很重的折痕，说明其被多次折叠；又如一个爱尔兰出土的经典型金片，其上纹饰有被试图抹去的痕迹，然后加上了粗糙型的纹样。这些都说明，金片在被埋藏前，很可能经历了长时间的使用。金片常出土高地，上常有立石，很少出土在墓葬中，这可能意味着金片不是个人财产，而是集体所有；沼泽中也偶有出土，可能是某种祭祀遗存。

## 脚注
1. ↑  . British Museum.   [2023-09-28]. （原始内容存档于2023-09-28） （英语）.
2. ↑  Needham, S. . Acta archaeologica. 1996, 67: 124  [2024-10-22]. （原始内容存档于2024-04-13） （英语）.
3. ↑  Cahill, Mary. . Proceedings of the Royal Irish Academy. Section C: Archaeology, Celtic Studies, History, Linguistics, Literature. 2006, 106C: 277  [2023-09-28]. ISSN 0035-8991. （原始内容存档于2023-09-28）.
4. 1 2  Wallace, Patrick F.; O'Floinn, Raghnall (编). . Dublin: Gill & Macmillan  Ltd. 2002-11-01. ISBN 978-0-7171-2829-7.
5. 1 2  Taylor, Joan J. . Gulbenkian archaeological Series. Cambridge: University Press. 1980. ISBN 978-0-521-20802-4.